# Alessandro Marchesini
Pour les articles homonymes, voir Marchesini.
Alessandro Jacopo Marchesini (30 avril 1663, Vérone – 27 janvier 1738, Vérone), fils du sculpteur et architecte Francesco Marchesini, est un peintre et graveur à l'eau-forte du baroque tardif et du rococo, et aussi un marchand d'art et prospecteur, actif dans le nord de l'Italie et à Venise.
Il est connu surtout pour avoir recommandé le jeune Canaletto au collectionneur d'art Stefano Conti de Lucques, en affirmant que Canaletto était « comme Luca Carlevarijs mais avec lui, on voit luire le soleil »,.

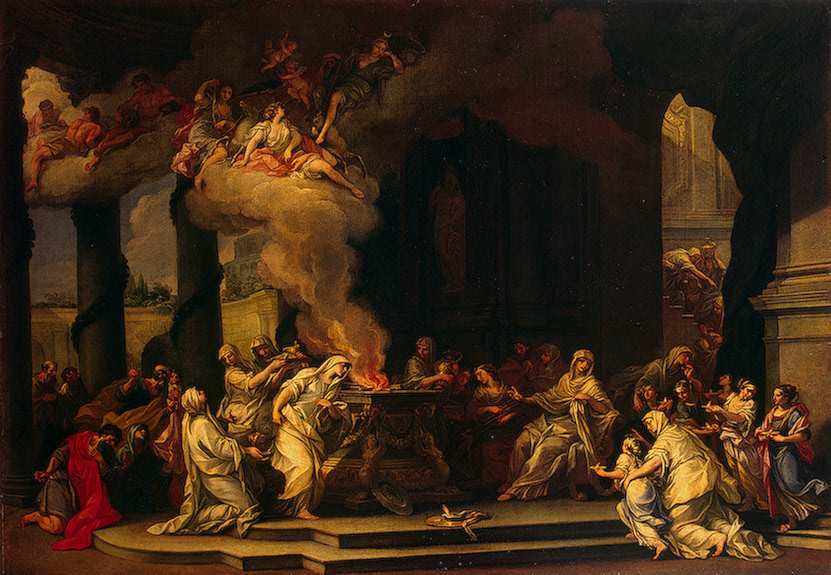
Dédicace d'une nouvelle vierge de Vestale (vers 1710, Musée de l'Ermitage, Saint-Pétersbourg).

## Vie et œuvre
Alessandro Marchesini, fils de Francesco et d'Elisabetta Bottacin, naît le 30 avril 1663 à Vérone, dans le quartier de S. Michele de la Porte. Il a deux frères aînés, Marco et Domenico, et trois frère et sœurs plus jeunes, Antonio, Paola et Anna.

### Le père et le frère
Le père, Francesco né vers 1618, est sculpteur et architecte. Son activité est imprégnée d'un certain éclectisme à ses débuts, quand il est principalement actif autour de Vérone, il se spécialise ensuite dans le rôle d'altarista (facteur de retables) et dépasse les frontières de la ville. Dans les années 1640 et 1650, il est particulièrement actif au monastère de S. Michele in Campagna, près de Vérone, où il conçoit le chœur en bois et réalise un tabernacle ; il construit aussi un pont dans les environs. Vers 1660, il restaure le Domus Novade la piazza dei Signori à Vérone et en 1663, il est chargé de la réalisation du maître-autel de San Bernardino (it), perdu pendant la Seconde Guerre mondiale. Francesco est à Ala, dans la principauté de Trente, en 1664, pour la construction du maître-autel du sanctuaire de S. Valentino ; dans les années 1670-80, il est pour une longue période à Modène, avec son fils Marco, au service de duc Alessandro II Pico della Mirandola (it). Il réalise l'autel de la Madonna di Reggio de l'église San Francesco (it) à Mirandola en 1674.
En 1675, il présente un projet pour un ciboire à la chiesa dell'Inviolata (it) de Riva del Garda, puis il retourne Vérone, où il travaille encore dans l'église San Nicolò (it) pour la confrérie des Quarantore di S. Luca dont il est élu membre. En 1693, et jusqu'à sa mort, il travaille au réaménagement du presbytère et de la façade de l'église Santa Caterina alla Ruota (it). Quelques factures attestent l'activité de sculpteur de Francesco, le plus souvent des œuvres commémorant l'action des autorités de Vérone. Comme dans la plupart de ses réalisations, il utilise un langage exprimant une exubérance de couleurs et de matières, déclinaison provinciale d'un goût du baroque tardif persistant et vivace, mais il sait aussi moduler son style en fonction des particularités des demandes des clients.
Marco, le frère aîné de Francesco, est un dessinateur remarquable et sculpteur à l'imagination féconde et originale. De rares documents montrent son insertion aisée dans le circuit des commandes publique à Vérone : la réalisation d'un buste de Pietro Gradenigo, capitaine de Vérone en 1672, une statue de la Fama trionfante, érigée à origine près de la casa dei Mercanti sur la piazza delle Erbe et divers monuments commémoratifs d'anciens recteurs, toutes œuvres aujourd'hui disparues. Sa participation au concours pour la réalisation de quatre anges pour l'autel de S. Rosario dans S. Anastasia est attestée, mais l’œuvre est finalement attribuée au sculpteur G. Brunelli. Il meurt vers 1681.

### Formation
La formation d'Alessandro débute sous la direction du frère Marco, et à proximité de l'atelier du peintre Biagio Falcieri (en) ; c'est ce qu'indique une lettre autobiographique d'Alessandro, datée de début décembre 1703 et adressée à Pellegrino Antonio Orlandi, qui décrit cet apprentissage : son père Francesco, voyant les dons précoces du jeune Alessandro pour le dessin et la peinture (il copie le carnet de son frère Marco plutôt que d'aller à l'école), le confie à l'âge de douze ans à Falcieri. L'apprentissage dure jusqu'à l'âge de seize ans, quand le peintre Antonio Calza (en), ayant remarqué son talent, l'emmène à Bologne à l'école de Carlo Cignani, où il reste jusqu'en 1686 sous la protection de G. F. Isolani, lui-même client de Falcieri, et pour qui il réalise diverses copies d’œuvres de Cignani.
Durant ces années d'apprentissage, Marchesini s'approprie les modalités d'expression du classicisme académique en Émilie, représenté par Guido Reni, Le Guerchin (Giovanni Francesco Barbieri), et les Carracci. Les fresques des saints Dominique et Catherine sur la voûte et les murs de l'église San Domenico (it) à Vérone, réalisées vers 1687 en collaboration avec Carlo Sferini, spécialiste en quadratura (la fresque de sainte Catherine est aussi attribuée à O. Perini), sont une illustration de son enseignement bolonais récemment achevé. Elles sont composées avec une monumentalité généreuse, soulignée encore par la typologie propre à Falcieri, tout en indiquant une certaine proximité avec le français Louis Dorigny, très actif et bien inséré dans le cadre bolonais, et avec lequel il continue à coopérer par la suite.

### Premières années
Probablement autour de 1690-91, Marchesini peint l'imposant Jonas de San Nicolò dans lequel la leçon du classicisme mène le peintre vers une monumentalité grandiose mais plus rationnelle. Il peint aussi deux ovales avec Éole et Junon et Vénus et Adonis, aujourd'hui dans une collection particulière, qui ressemblent au Bethsabée de Dorigny, et un Massacre des innocents, aujourd'hui dans une collection particulière, composition marquée par une dialectique équilibrée des illustrations dans un cadre architectural puissant inhabituel pour Marchesini. De cette même période date l'Assomption de la Vierge inachevée de l'église paroissiale de San Marziale dans le quartier de Breonio à Fumane. La Flora, plus délicate, signée et datée de 1692 est destinée au départ à la galerie du palais Leoni Montanari à Vicence et fait partie d'un cycle mythologique auquel collaboraient aussi Dorigny, Simone Brentana, Giuseppe Lonardi, Paolo Pagani et Antonio Bellucci.

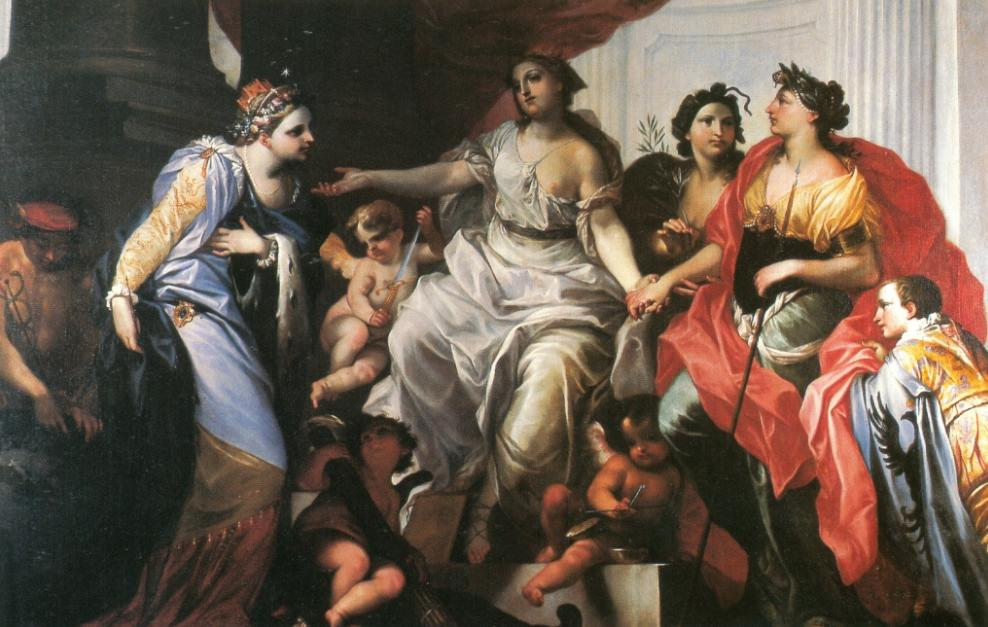
Justice et paix (1698), musée du commerce, Bolzano.

Vers 1696, il réalise une série de lunettes pour la confrérie de S. Biagio dont il était membre, ayant pour sujet les miracles du saint ; l'année suivante il fournit les dessins de deux gravures, l’Apparizione della Vergine Addolorata et la Déposition, gravés par A. Taddei et figurant dans l'ouvrage La Madre Addolorata de M. A. Rimena publié à Vérone en 1697. De 1698 date une Allegoria della Giustizia au palazzo Mercantile de Bolzano où Marchesini conjugue avec un éclectisme adroit les exigences représentatives de la corporation et le style scénographique où on reconnaît la facture de Cignani. L'année suivante, il livre la Natività pour la chapelle des notaires (cappella dei Notai) à Vérone, rémunérée 50 ducats, et il réalise l'Annunciazione maintenant au musée de Castelvecchio. Parmi les œuvres mentionnées par Marchesini dans sa lettre autobiographique de 1703, il y a aussi les fresques du palazzo Muselli à Vérone.

### Venise
Le tournant du siècle constitue aussi un tournant dans la vie professionnelle de Marchesini. Il s'interroge sur son métier face au attentes du marché, et cherche à en évaluer les potentialités et les développements. Une anecdote, rapportée par Diego Zannandreis et tirée d'une sources plus ancienne, veut que Marchesini ait pris la décision de quitter sa ville natale pour Venise après des critiques négatives concernant sa Galatée (il semble qu'on l'ait appelé un peintre de femmes). Marchesini lui-même souligne, dans sa lettre autobiographique, sa volonté d'augmenter son activité au-delà de sa ville natale, et mentionne la considération acquise par les commandes de notaires et de marchands et le succès de nombreuses œuvres de petit format expédiées durant ces années en Allemagne.
Marchesini s'installe à Venise, dans le quartier S. Silvestro, aux alentours de 1700. Il entre en contact avec une clientèle attentive et composite, intéressée par les sujets mythologiques, de préférence de petit format. L'événement qui s'avère crucial est la rencontre avec le collectionneur Stefano Conti, de Lucques, peu avant ou autour 1705, et pour qui Marchesini peint de nombreuses œuvres, mais surtout agit en prospecteur et agent. Un échange épistolaire copieux permet de retracer en détail les fonctions et compétences de Marchesini dans cette activité. Le peintre, par sa formation à la fois vénitienne et bolonaise - en affinité évidente avec le goût du commanditaire - et par le large éventail de relations artistiques tissées durant les années, occupe un rôle éminent d'intermédiaire et de conseil auprès de Conti. Il prospecte constamment les ateliers de la région, il sélectionne les sujets et les formats, et va jusqu'à s'occuper des formalités contractuelles et financières.
Vers 1707, la galerie de Conti compte au moins onze toiles de Marchesini et de nombreuses œuvres d'autres artistes de style académique, représentant un panorama presque exhaustif du traditionalisme gracieux des sources bolonaise et vénitienne en vogue à l'époque. Les toiles produites par Marchesini (une série de Quatre Éléments, un Fetonte, Diane et les nymphes, le Jugement de Paride, Atalante et Ippomène et trois sujets sacré : La Mort de saint Joseph, une Déposition et un Noli me tangere) sont aujourd'hui introuvables ou ressortent parfois sur le marché, venant des collections privées. Elles montrent la rupture avec sa production à Vérone et elles sont exécutées dans un moment d'activité intense et fiévreuse.
De 1708 date l'important tableau Énée et Didon du château Weissenstein de Pommersfelden commandé par Lothar Franz von Schönborn, prince électeur de Mayence et archevêque de Bamberg. La toile, portant une inscription mentionnant le passage correspondant de l'Énéide, est conçue dans un format vertical qui permet au peintre d'élaborer une composition dans laquelle les nombreux personnages sont placés sur plusieurs niveaux et structurés sur des diagonales. D'autres toiles de cette première décennie lui ressemblent. Quatre toiles sont au musée civique de Padoue, à savoir Palamede svela la finta pazzia di Ulisse, Ulisse scopre Achille in vesti femminili a Sciro, Latona trasforma i contadini in rane et Vénus et Adonis (les deux dernières sont aussi attribuées à un peintre proche d'Antonio Balestra) et deux autres dans la collection Molinari Pradelli à Bologne avec des sujets tirés du Nouveau Testament, comme Jésus et les enfants, signés et datés de 1708. Marchesini les a proposés à Conti en 1709 avec une réplique d'Énée et Didon, et celui-ci les achète l'année suivante.
À la même époque, Marchesini exécute et envoie à Vérone un retable - aujourd'hui perdu mais reproduit dans une gravure de Gaetano Zancon - destiné à l'église Santo Stefano, une commande de la famille Bonduri avec laquelle Marchesini avait eu des contacts depuis l'époque de la commande des marchands de Bolzano.
Dans la dernière phase de sa carrière, on note le Triomphe d'Apollon du château de Pommersfelden, après 1720, une autre œuvre importante pour le commanditaire allemand prestigieux, qui montre Marchesini proche des expressions du rococo international, les deux toiles de la paroissiale de Perarolo di Cadore représentant Le pie donne al sepolcro, signée et datée de 1728 et le Noli me tangere, destinées à l'origine à l'église S. Silvestro de Venise, et diverses autres œuvres, notamment les deux retables, avec saint Pierre et saint Antoine dans l'église Saint-Pierre à Marcellise près de Vérone.
D'autres œuvres notables de Marchesini sont La Vierge avec saint Antoine, Joseph, Charles-Borromée, Philippe Néri, François et Jean Baptiste, dans une collection privée, le Sacrifice d'une vestale et le Triomphe de Bacchus de l'Ermitage de Saint-Pétersbourg, un Triomphe de divinités féminines apparu en 1998 sur le marché et quelques œuvres ayant probablement appartenu à la galerie de Stefano Conti, aujourd'hui dans une collection privée à Vicopelago (Lucques). On peut aussi mentionner les dessins et aquarelles de Marchesini, dont quelques exemplaires sont conservés au musée de Castelvecchio. La Graphische Sammlung de Munich conserve une feuille de dessins recto et verso, portant la signature de Marchesini.
Vers 1725, Conti reprend les contacts épistolaires avec Marchesini, interrompus depuis quelque temps. Poussé par la volonté de compléter et de mettre à jour sa galerie avec des peintures inspirées de tendances plus modernes, il demande expressément au peintre de trouver deux vues de Luca Carlevarijs et un paysage de Francesco Bassi (en). C'est à cette occasion que Marchesini met en avant sa compétence et son expérience. Il déconseille au collectionneur de faire appel aux deux artistes (« Carlevarijs maintenant vieux »), inadaptés à satisfaire ses souhaits. Il suggère deux autres peintres déjà affirmés discrètement et émergents dans le panorama culturel de l'époque. Il s'agit de Canaletto, pour lequel il prononça la phrase célèbre rapportée par Zava Boccazzi : « vi si vede luzer dentro il sole » (avec lui, « on voit y luire le soleil ») et de Marco Ricci dont Marchesini avait deviné la valeur artistique et commerciale.
En 1730, Marchesini s'inscrit à la guilde (fraglia dei pittori) des peintres vénitiens. En 1737, il revient à Vérone et s'installe avec sa femme Cécilia près du peintre Perini, renouant ainsi dans cette phase ultime avec une ancienne fréquentation. Il meurt à Vérone le 27 janvier 1738.